# NGC 666
NGC 666 je spirální galaxie v souhvězdí Trojúhelníku. Její zdánlivá jasnost je 13,3m a úhlová velikost 0,7′ × 0,5′. Je vzdálená 218 milionů světelných let, průměr má 45 000 světelných let. Galaxii objevil 22. listopadu 1883 Édouard Stephan.